# Onze-Lieve-Vrouw-Geboortekerk (Schuiferskapelle)

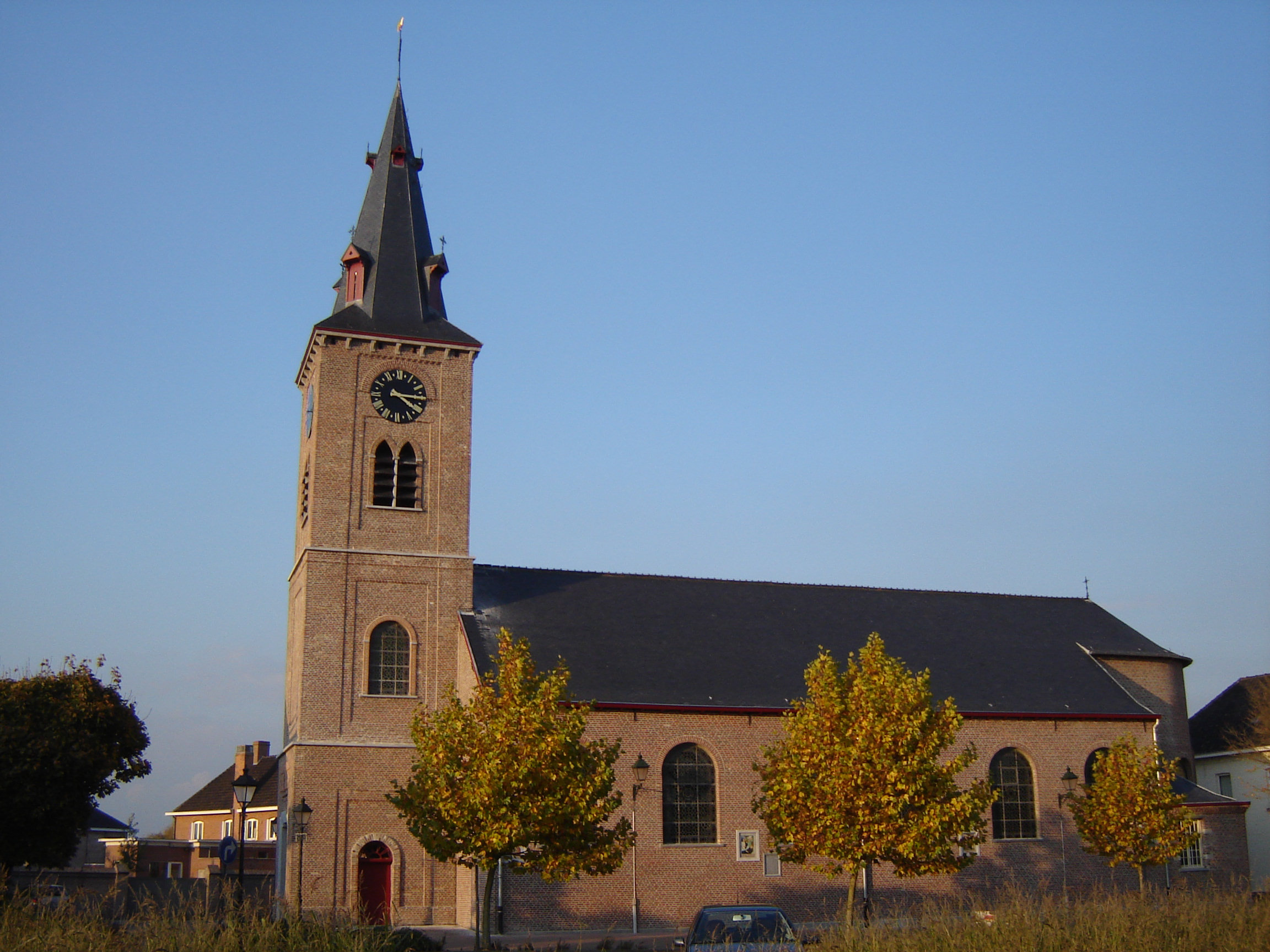
Onze-Lieve-Vrouw-Geboortekerk

De Onze-Lieve-Vrouw-Geboortekerk is de parochiekerk van de tot de West-Vlaamse gemeente Tielt behorende plaats Schuiferskapelle, gelegen aan Schuiferskapelle-dorp.

## Geschiedenis
Kort voor 1242 werd vermoedelijk een aan Onze-Lieve-Vrouw gewijde kapel opgericht in wat toen nog Tielt-Buiten heette, in de heerlijkheid Hulswalle. Het tiendrecht kwam aan de kerk van Tielt, het patronaatsrecht aan het kapittel van Harelbeke. Zowel het onderhoud als de bediening van de kapel lieten te wensen over, pas na aandringen werd, in 1338, een kapelaan aangesteld. Pas in 1470 werd de kapel voor het eerst als Scuvers-capelle aangeduid, naar de familie De Scuvere, die actief was in de parochie van Tielt.
In 1530 was er al een bakstenen kapel, die in dat jaar werd uitgebreid. Tussen 1570 en 1590 echter, tijdens de godsdienstoorlogen, werd de kapel verwoest. Pas in 1625 was er sprake van herstellingen, en in 1640 was er een eenbeukige kapel onder zadeldak, met een dakruiter. In 1642 werd deze uitgebreid. In 1651 kwam er een kerkhof. In 1705 werd de kapel door storm vernield en daarna herbouwd. Van 1786-1788 werd de kapel uitgebreid tot een kerk, waartoe een middenschip met halfronde apsis en twee zijbeuken werd gebouwd, die aansloot aan de oostzijde van de bestaande, eenbeukige, kapel. In 1831 werd deze kerk tot parochiekerk verheven. In 1838 werd de kerk vergroot naar ontwerp van Van Caneghem. Wat nog resteerde van de aan de westzijde gelegen kapel werd afgebroken, en hier werd de kerk verlengd met drie traveeën. In 1840 werd een torenspits en een doopkapel toegevoegd. In 1901-1903 kwam er een nieuwe torenspits.

## Gebouw
Een groot deel van de bouw is van 1838-1840 in neoclassicistische stijl, aansluitend op het classicistisch koorgedeelte van 1786-1788. Het is een driebeukige pseudobasiliek met voorgebouwde westtoren. Het koor heeft een halfronde afsluiting. In de zijgevels bevindt zich een ommegang van 1958, uitgevoerd in geglazuurde keramiek. Deze is gewijd aan Antonius Abt en aan Nicolaas van Tolentijn.

## Interieur
Veel van het interieur is 20e-eeuws. Er is een 18e-eeuwse communiebank in rococostijl. Ook de preekstoel, van 1743, is in rococostijl. Deze werd in 1886 aangekocht van de kerk van Dadizele. Het orgel is van 1832.